# Mighty Ducks
Mighty Ducks: The Animated Series (Br:Os Super Patos) é um desenho animado da Disney. Foi levemente inspirado no filme The Mighty Ducks e no time de hóquei no gelo Mighty Ducks of Anaheim, contando a história de seis patos antropomórficos alienígenas que aterrissam na Terra e fundam um time de hóquei enquanto tentam voltar para casa. Teve uma temporada de 26 episódios, exibidos no Brasil no extinto programa Disney Club da emissora televisiva SBT no final dos anos 90, entre 1998 a 2000. Em Portugal, passou no programa ClubeDisney na RTP1.

## História
A série começa em um universo paralelo, onde no planeta Puckworld habitam patos humanóides. O planeta é muito frio, gelado, perfeitamente adequado para a prática do hóquei no gelo, que domina a vida do nativos.
Uma lenda do planeta conta que séculos atrás Puckworld foi invadida por uma raça reptiliana chamado Sáurios, Drake DuCaine tornou-se salvador do planeta. Segundo a lenda, DuCaine usava uma máscara de goleiro aparentemente normal que escondia alta tecnologia. Com essa mascara DuCaine enviou o sáurios para uma dimensão misteriosa, conhecida apenas como "Limbo Dimensional".
A lenda acaba provando-se verdade quando Puckworld é invadida por um exército robótico liderada pelos quatro últimos Sáurios, liderados por  Lord Dragaunus. Em meio ao domínio dos Sáurios, que escravizam o planeta para a produção de armas que os ajudariam a dominar o universo, o pato Canard encontra a máscara de DuCaine, e cria uma resistência constituída de  Wildwing, Nosedive, Tanya, Duke, Mallory e Grin. A resistência destrói a fortaleza dos Sáurios, que escapam na nave Raptor. Quando estão prestes a entrar em um portal dimensional (que antes tinha sido usado para sair do Limbo), os patos os seguem em sua nave, o Aerowing.
Percebendo que estava sendo seguido, Dragaunus solta um verme eletromagnético dentro do portal para destruir o Aerowing. Em uma medida desesperada, Canard entrega a máscara para Wildwing antes de se entregar ao verme, que o devora mas deixa a Aerowing passar.  O Raptor e a Aerowing chegam no universo dos humanos, aterrissando em Anaheim, Califórnia. Os patos conhecem Phil Palmfeather, que vira seu empresário e consegue inscrever o grupo como um time da National Hockey League (usando os mesmos uniformes do Mighty Ducks of Anaheim, então de propriedade da Disney). Os Patos usam seu ginásio, "A Lagoa", não só para os jogos como para aterrissar o Aerowing no rinque e usar um quartel geral no porão para gerir sua luta com os Sáurios e outros vilões.

## Personagens

### Os Super Patos
- Wildwing Flashblade (Ian Ziering): O líder do grupo, bem como goleiro do time (camisa 00). Seu nome vem do mascote do Anaheim Ducks, que além de frequentar as partidas tem uma estátua na entrada do Honda Center.
- Nosedive Flashblade (Steve Mackall): O irmão mais novo de Wildwing, entrou na resistência porque este recusou a aceitar o convite de Canard sem levar Nosedive junto. É muito impulsivo e imaturo. Joga de atacante, e usa a camisa 33.
- Duke L'Orange (Jeff Bennett): Um ladrão de Puckworld - cuja carreira rendeu-lhe um tapa-olho e uma ferida no bico - que decidiu se reformar como parte da resistência de Canard. Seu nome é um trocadilho com "pato com laranja" ("duck à l'orange"). Atua de centro, e sua camisa é a 13.
- Mallory McMallard (Jennifer Hale): Uma ruiva sarcástica com experiência militar e de artes marciais. É atacante, e usa a camisa 15.
- Tanya Vanderflock (April Winchell): Uma pata cientista que não tem muito conhecimento de combate mas cria os equipamentos do grupo. É defensora no time, e usa a camisa 23.
- Check "Grin" Hardwing (Brad Garrett): Um pato grande e forte mas com uma personalidade zen, preferindo usar a sabedoria a usar armas. É defensor, usa a camisa 1.
- Canard Thunderbeak (Townsend Coleman): O mentor do time, não é visto desde antes dos Patos aterrissarem em Anaheim. Geralmente só aparece em flashbacks.

### Aliados
- Phil Palmfeather (James Belushi): O agente e técnico do time, geralmente insatisfeito pelo elenco não ter tempo para ações de publicidade por gastá-lo salvando o mundo.
- Capitão Klegghorn (Dennis Franz): O chefe da polícia de Anaheim, inicialmente descrente nos Patos mas vira um aliado após ver que os Sáurios são reais.
- Thrash (Jeff Bennet): humano amigo de Nosedive, que é dono de uma loja de quadrinhos junto com Mookie.
- Mookie (April Winchell): humana amiga de Nosedive, que é dona de uma loja de quadrinhos junto com Thrash.
- B.R.A.W.N. (Frank Welker): um grande robô pacificador dourado que também funciona como um caçador de recompensas do limbo, servindo como carcereiro que guardava a raça sáuria encarcerada.

### Vilões
- Lorde Dragaunus (Tim Curry): O maligno líder dos Sáurios, é capaz de cuspir fogo e busca uma forma de recuperar a energia do Raptor para que a nave decole novamente.
- Siege (Clancy Brown): Um forte e raivoso soldado que odeia os Patos, em especial Grin.
- Camaleão (Frank Welker): Um Sáurio capaz de mudar o corpo, usa seus poderes para se disfarçar ou imitações cômicas.
- Wraith (Tony Jay): Um feiticeiro que apesar de ser mais esperto que Siege e Camaleão é desprezado por Dragaunus por este acreditar que sua magia é ultrapassada.
- Daddy-O Cool (Jim Cummings): Um poeta beat deformado que gosta de monster trucks.
- Dr. Wally Pretorious / Pops, o mecânico (Matt Frewer): Um cientista louco que gosta de emendar diferentes tipos de DNA em cobaias.
- Dr. Swindle (Rob Paulsen): Um cientista corrupto que os Saurianos contrataram para criar um dispositivo de flutuação.

## Armas, itens e veículos
- Drake One - Computador dos super patos construído por Tanya.
- Migrator - A van de batalha dos super patos. Em uma ocasião, Tanya criou o "Mega-Migrator", pois original foi danificado em uma luta contra un dos caminhões monstros do Daddy-O-Cool. No entanto, os sistemas da nova van não funcionou direito, fazendo com que ela fosse destruída.
- Aerowing - O avião dos super patos. Também pode viajar para o espaço exterior.
- Duckcycles - Motos dos super patos.
- Duckfoil - A lancha dos super patos.
- Puck Blasters - Uma arma que atira discos de hóquei.
- Puck Launcher - Uma arma para lançar de foguetes.

## Dublagem
ESTÚDIO: Delart
MÍDIA: VHS/ Televisão (SBT)/ TV Paga
| Personagem                              | Dublador(a) original | Dublador(a)         |
| --------------------------------------- | -------------------- | ------------------- |
| Wildwing Flashblade                     | Ian Ziering          | Marco Antônio Costa |
| Nosedive Flashblade                     | Steve Mackall        | Oberdan Júnior      |
| Duke L'Orange                           | Jeff Bennett         | Duda Ribeiro        |
| Mallory McMallard                       | Jennifer Hale        | Mônica Rossi        |
| Tanya Vanderflock                       | April Winchell       | Nádia Carvalho      |
| Check "Grin" Hardwing                   | Brad Garrett         | Maurício Berger     |
| Canard Thunderbeak                      | Townsend Coleman     | Jorge Lucas         |
| Phil Palmfeather                        | James Belushi        | Alfredo Martins     |
| Capitão Klegghorn                       | Dennis Franz         | Ionei Silva         |
| Thrash                                  | Jeff Bennet          | Marcelo Garcia      |
| Mookie                                  | April Winchell       | Nair Amorim         |
| B.R.A.W.N.                              | Frank Welker         | Carlos Marques      |
| Lorde Dragaunus                         | Tim Curry            | Jorgeh Ramos        |
| Siege                                   | Clancy Brown         | Luiz Brandão        |
| Camaleão                                | Frank Welker         | Orlando Drummond    |
| Wraith                                  | Tony Jay             | Pietro Mário        |
| Daddy-O Cool                            | Jim Cummings         | Waldyr Sant'anna    |
| Dr. Wally Pretorious / Pops, o mecânico | Matt Frewer          | Ayrton Cardoso      |
| Dr. Swindle                             | Rob Paulsen          | Samir Murad         |

## Lista de Episódios
| Número do episódio | Título Original              | Título no Brasil                |
| ------------------ | ---------------------------- | ------------------------------- |
| 01                 | The First Face-off Part 1    | A Primeira Batalha, parte 1     |
| 02                 | The First Face-off Part 2    | A Primeira Batalha, parte 2     |
| 03                 | A Traitor among us           | Um Traidor entre nós            |
| 04                 | Zap Tap                      | Ataque Zap                      |
| 05                 | Phil in the Blank            | Phil no Vazio                   |
| 06                 | Power Play                   | Jogo do Poder                   |
| 07                 | Dungeons and Ducks           | Dragões e Patos                 |
| 08                 | Take me to your leader       | Leve-me até seu lider           |
| 09                 | The Human Factor             | O Fator Humano                  |
| 10                 | Beak to the future           | De volta para o futuro          |
| 11                 | Microducks                   | Micropatos                      |
| 12                 | Beaks vs B.R.A.W.N           | Bicos vs B.R.A.W.N              |
| 13                 | Jurassic Puck                | Parque dos Dinossauros          |
| 14                 | The Return of Dr. Droid      | O Retorno de Dr. Droid          |
| 15                 | Mondo Man                    | Mondo Man                       |
| 16                 | Puck Fiction                 | Tempo de Indolência             |
| 17                 | Monster Rally                | Rally de Monstros               |
| 18                 | Buzz Blitzman - Mighty Duck! | Buzz, o novo Super Pato         |
| 19                 | Bringing Down Baby           | Cuidando do Bebê                |
| 20                 | Mad Quacks Beyond Hockeydome | Super Patos na cúpula do Hóquei |
| 21                 | The Iced Ducks Cometh        | O Cometa dos patos gelados      |
| 22                 | The Most Dangerous Duck Hunt | A mais perigosa caça ao pato    |
| 23                 | The Return of Asteroth       | O Retorno de Asteroth           |
| 24                 | Duck Hard                    | Duro de Matar                   |
| 25                 | To Catch a Duck              | Pagando o Pato                  |
| 26                 | The Final Face-off           | O Confronto Final               |

- Uma fita cassete foi lançada compilando os dois primeiros episódios e o episódio 25, editados em apenas um corte para ser um filme. A fita VHS foi lançada no Brasil.